# Franciscanas Hijas de la Misericordia
La Congregación de Hermanas Franciscanas Hijas de la Misericordia (en latín: Congregatio Sororum Franciscalium Filiarum Misericordiae), también conocidas como Hermanas Franciscanas Hijas de la Misericordia de Mallorca, en una congregación religiosa católica femenina de derecho pontificio, fundada por el sacerdote español Gabriel Mariano Ribas y su hermana Josefa María Ribas, en Pina, el 14 de septiembre de 1856. A las religiosas de este instituto se les conoce también como Hijas de la Misericordia y posponen a sus nombres las siglas F.H.M.

## Historia
El sacerdote mallorquín Gabriel Mariano Ribas, siendo párroco en Pina (Mallorca-España), junto a su hermana Josefa María (más tarde conocida como Concepción de San José, fundó una congregación de religiosas, inspirado en la regla franciscana, con el fin de impartir educación gratuita a las niñas pobres y la atención a los enfermos. Inmediatamente el instituto, con la aprobación diocesana, se expandió por toda la isla, llegando a contar con más de cuarenta comunidades a finales de siglo.
La congregación fue agregada a la Tercera orden de San Francisco en 1921. Ese mismo año recibió la aprobación pontificia de parte del papa Benedicto XV, lo que permitió la expansión del instituto por otras partes del mundo. En 1922, fundaron las primeras casas en Menorca, luego pasaron a España continental, de donde pasaron a Italia y Marruecos. A mediados del siglo XX fundaron en América Latina.

## Actividades y presencias
Las Franciscanas Hijas de la Misericordia se dedican a la educación e instrucción cristiana de la juventud y a la asistencia sanitaria.
En 2015, la congregación contaba con unas 229 religiosas y unas 42 comunidades, presentes en Bolivia, España, Estados Unidos, Italia y Perú. La casa general se encuentra en Madrid y su actual superiora general es la religiosa Francisca Alomar Genovart.

## Personajes
- Catalina del Carmen Caldes Socias (1899-1936), beata, religiosa española, mártir durante la Guerra Civil de España del siglo XX, beatificada por el papa Benedicto XVI el 28 de octubre de 2007.[4]
- Miquela del Sacramento Rullán Ribot  (1903-1936), beata, compañera de martirio de la anterior y beatificada en la misma fecha.[5]